# Aminata Savadogo
Aminata Savadogo, eller bara Aminata, född 9 januari 1993, är en lettisk sångerska, låtskrivare, musikproducent och modell som var med i Eurovision Song Contest 2015 med numret "Love Injected". 

## Musikkarriär
Aminata deltog 2014 i Dziesma 2014, den lettiska uttagstävlingen till Eurovision Song Contest 2014 med sången "I Can Breathe", som kom på en femteplats. Nästa år, den 22 februari 2015 vann hon uttagningen med "Love Injected" och representerade Lettland i Eurovision Song Contest 2015 i Wien där hon kom på 6:e plats och fick tre 12:or av Irland, Litauen och San Marino.
2016 deltog hon som låtskrivare i Eurovision Song Contest 2016 genom låten "Heartbeat" som framfördes av Justs. Låten kom på femtonde plats i finalen.